# Heinekenia maculata
Heinekenia maculata là một loài thực vật có hoa trong họ Đậu. Loài này được (Breitfeld) Kunkel mô tả khoa học đầu tiên năm 1974.